# Zeven Zusters (Moskou)

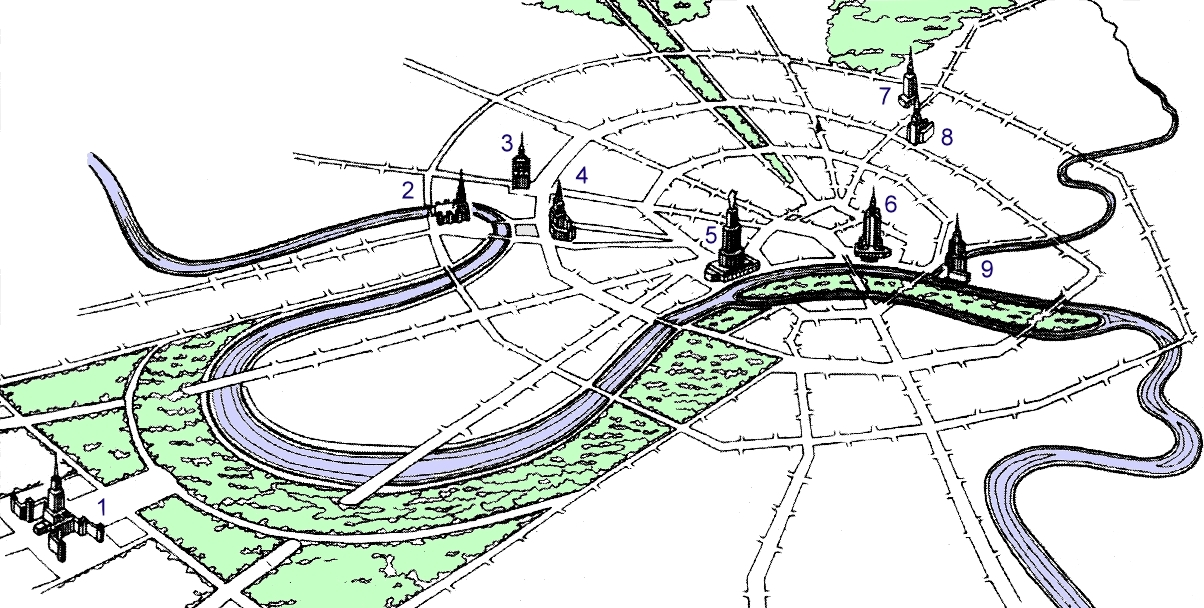
Het plan uit 1930, nummers als bij de foto's

De Zeven Zusters (Russisch: Сталинские высотки, Stalinskije Vysotki d.i. Stalins hoogbouw) zijn zeven wolkenkrabbers in Moskou die als machtssymbolen gebouwd werden door Jozef Stalin na de Tweede Wereldoorlog: het ging om appartementsblokken, regeringsgebouwen, een universiteit en een ministerie. Ze gelden als de klassieke voorbeelden van stalinistische architectuur, die sterk leunt op het classicisme en in tegenstelling tot latere sovjet-architectuur veel ruimte laat voor ornamentiek. Ook de wolkenkrabbers in de Verenigde Staten waren een belangrijke bron van inspiratie. In de volksmond worden ze vanwege hun vorm ook wel de 'zeven suikertaarten' genoemd. In de planning uit 1930 was voorzien in negen torens, waarvan er uiteindelijk zeven zijn gerealiseerd.
Het grootste van de zeven gebouwen is het hoofdgebouw van de Staatsuniversiteit van Moskou (MGOe), dat werd ontworpen door Lev Roednev. Dit in 1953 in gebruik genomen gebouw was met zijn 240 meter hoge toren en 36 verdiepingen toen het gereedkwam het grootste gebouw in Europa. Andere gebouwen die tot de Zeven Zusters behoren zijn het Ministerie van Buitenlandse Zaken, Hotel Oekraïne en Hotel Leningradskaja.
Een achtste zuster, het geplande Paleis van de Sovjets, is ten gevolge van problemen met de fundering nooit gebouwd. Dit gebouw had moeten verrijzen op de plaats van de gesloopte Christus Verlosserkathedraal en had met zijn 415 meter hoogte ook het Amerikaanse Empire State Building moeten overtreffen. Evenmin gebouwd is Zarjadje bij het Rodeplein, op de beoogde locatie heeft jarenlang het Hotel Rossija gestaan.
Het enige stalinistische gebouw buiten Moskou dat zich met de Zeven Zusters kan meten is het Paleis voor Kunsten en Wetenschappen in de Poolse hoofdstad Warschau, dat pas na Stalins dood gereedkwam. In 2005 kwam echter het appartementencomplex het Triomfpaleis gereed, dat tussen 2003 en 2007 het hoogste gebouw van Europa was en door haar gelijkenis ook wel de 'achtste zuster' wordt genoemd.

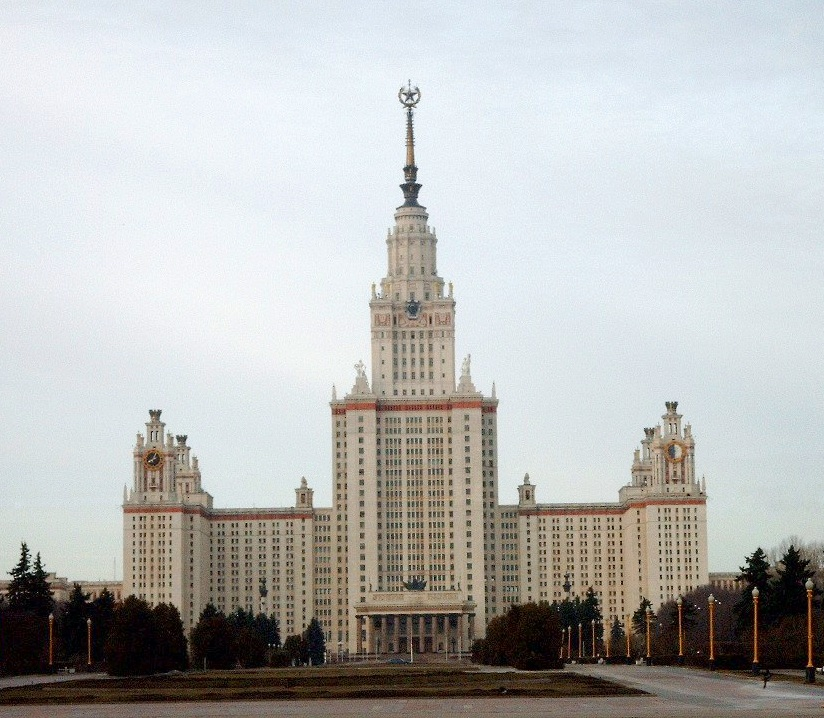
1. Hoofdgebouw van de Moskouse Staatsuniversiteit
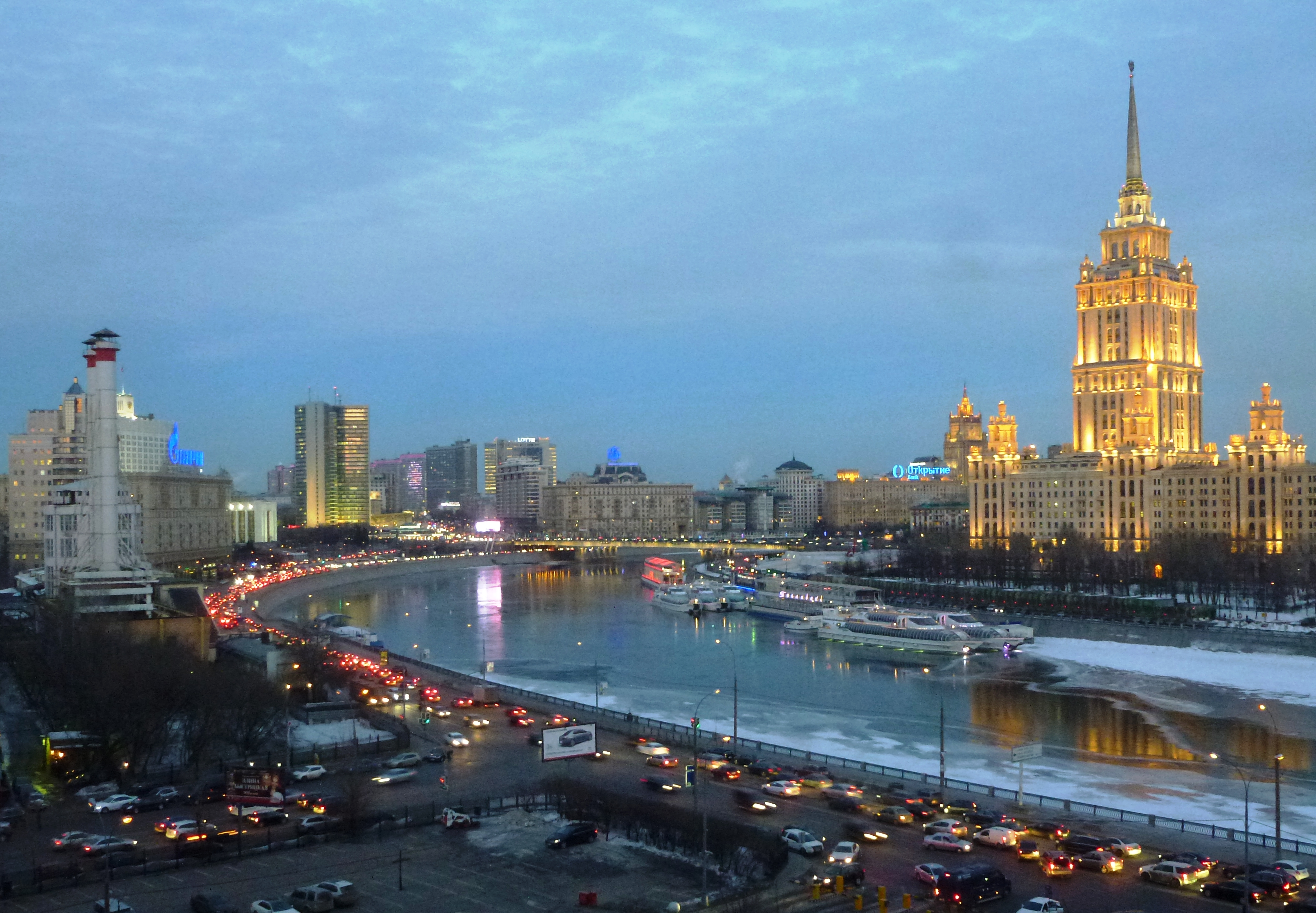
2. Hotel Oekraïne
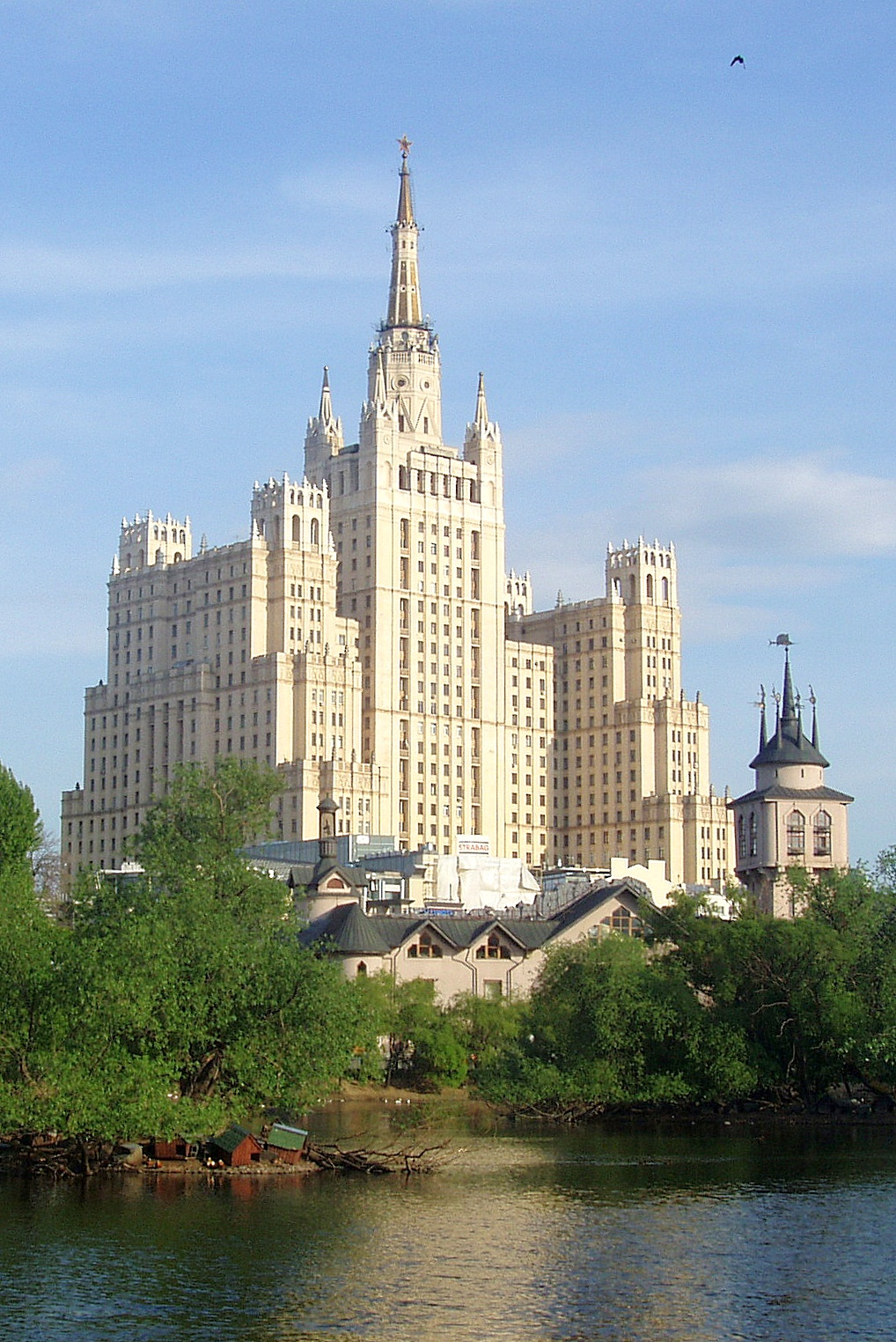
3. Koedrinskaja
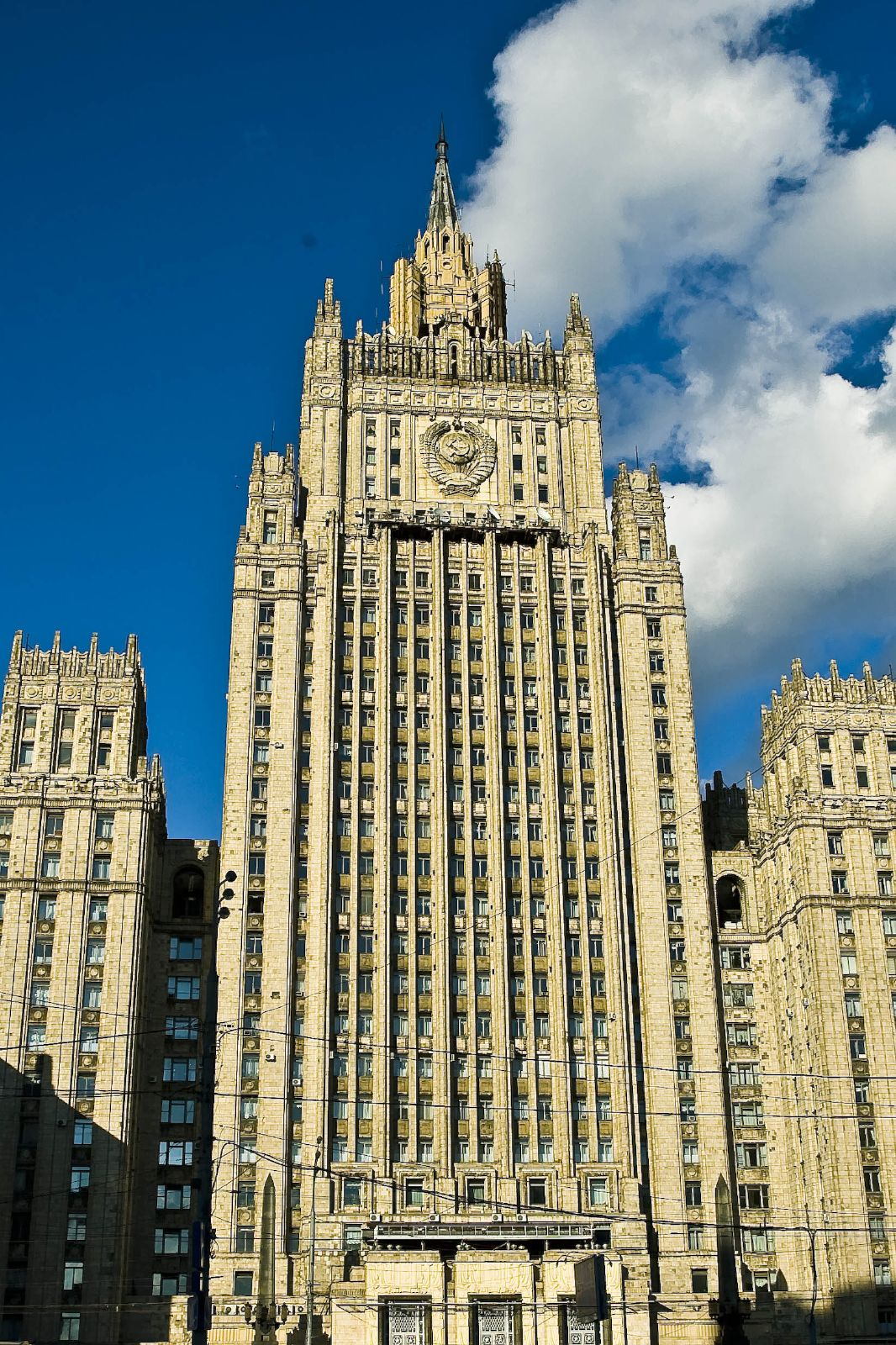
4. Ministerie van Buitenlandse Zaken
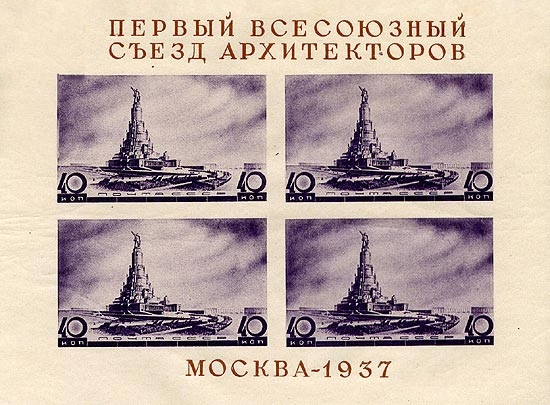
5. Paleis van de Sovjets (niet gebouwd)
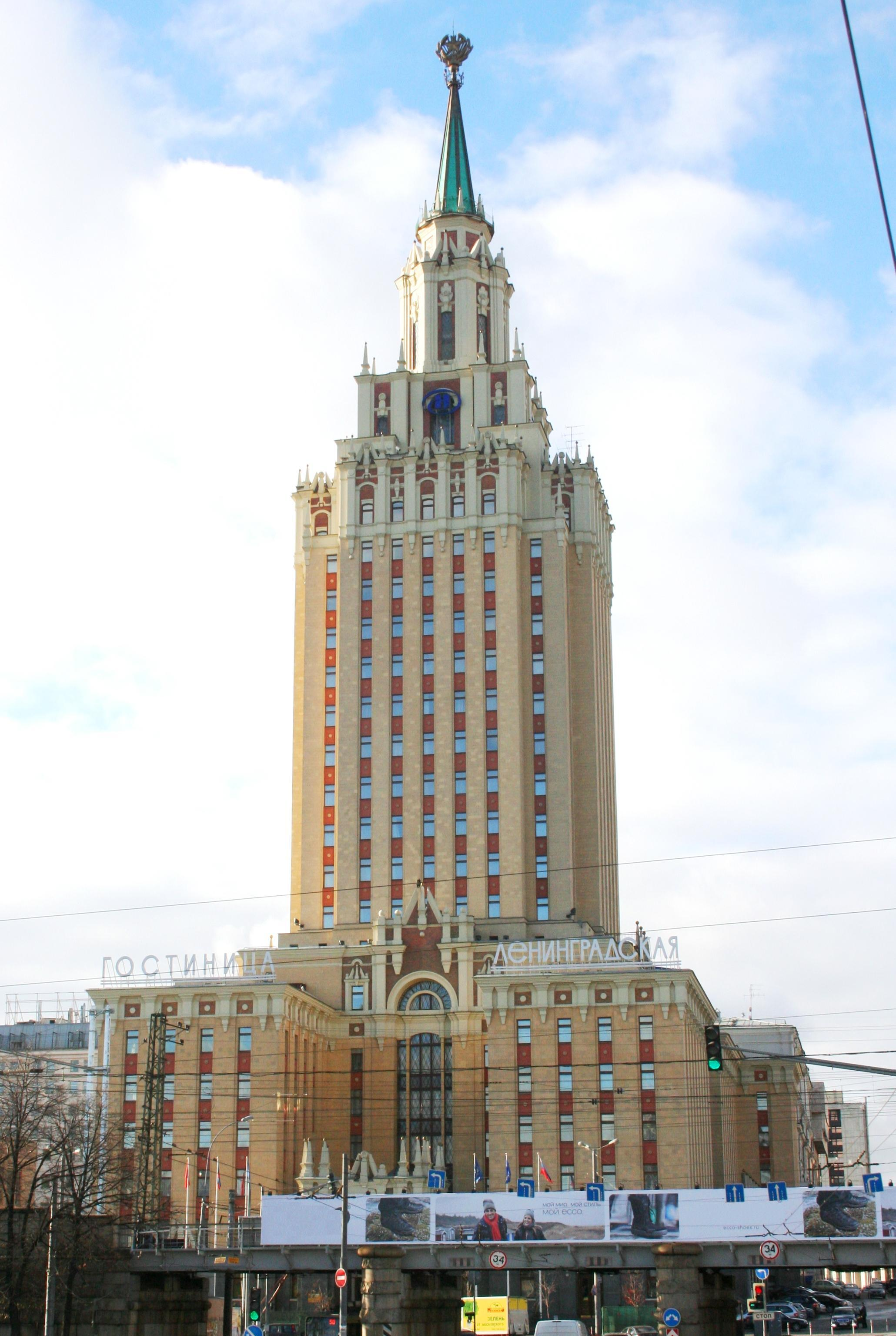
7. Leningradskaja-hotel
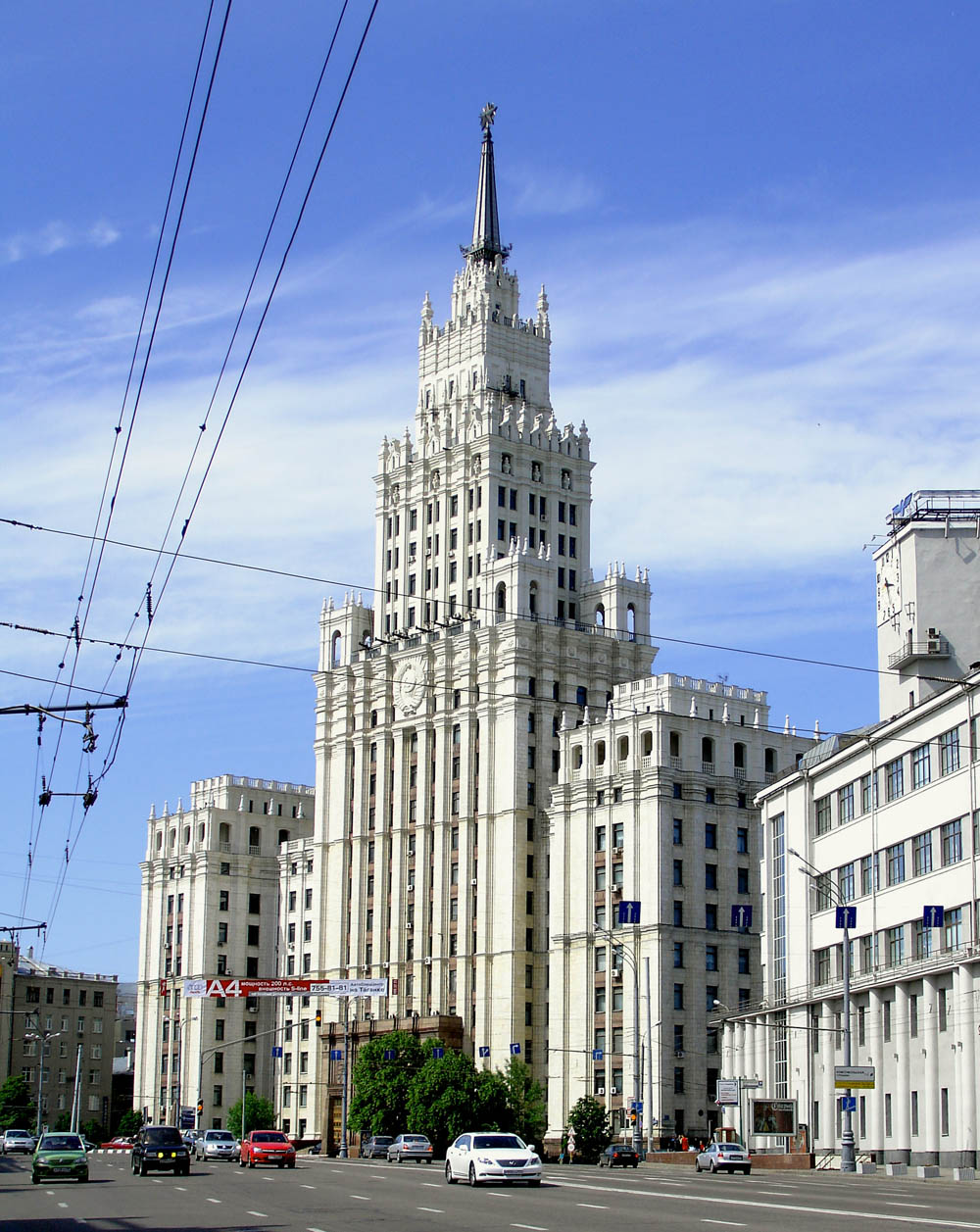
8. Doesjkins toren
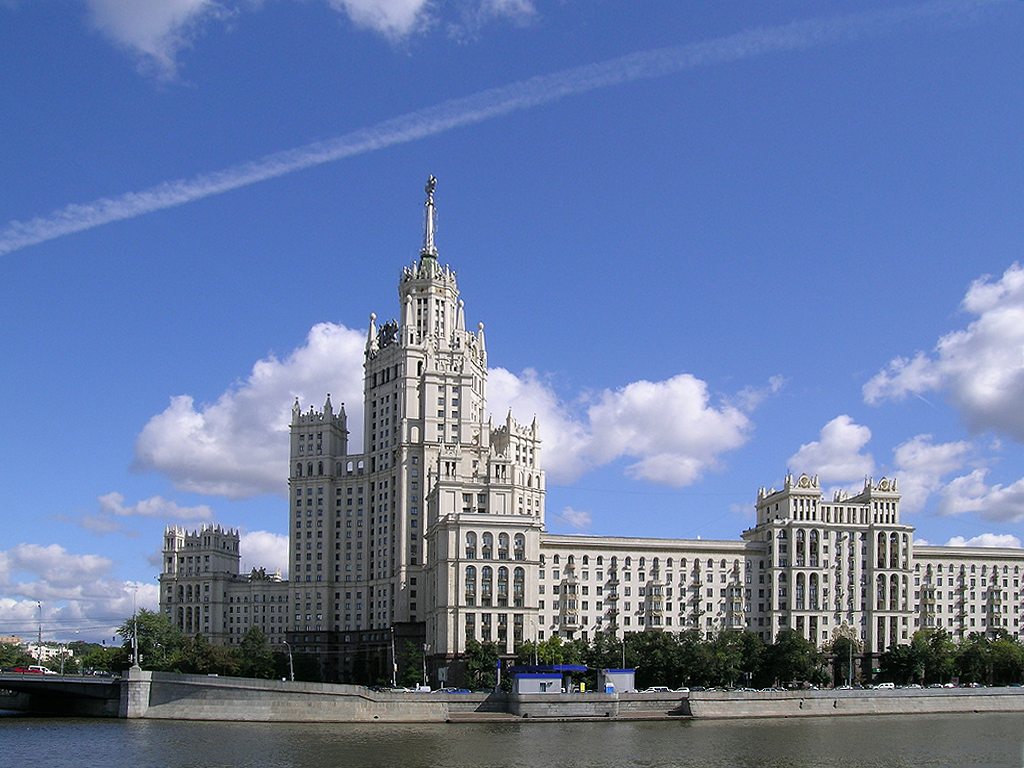
9. Kotelnitsjeskaja